# Dobra (dopływ Widawy)
Dobra – rzeka na Dolnym Śląsku, prawy dopływ Widawy.
Bierze swój początek w okolicach Bartkowa na wysokości ok. 165 m n.p.m. W jej zlewni występują gliny zwałowe, piaski sandrowe, jak również less. Dno doliny rzecznej zmeliorowane, liczne stawy. Przepływa m.in. przez Szczodre, tam zasilana jest przez wody strugi Krakowianka. Uchodzi do Widawy na granicy osiedli Psie Pole oraz Kłokoczyce we Wrocławiu. Całkowita długość wynosi 32 km, powierzchnia dorzecza 284,3 km².
W granicach Wrocławia Dobra zasilana jest przez kilka cieków wodnych z których największe to Topór i Przyłęk (struga). Z Dobrej uchodzi również Kanał Kłokoczycki, który to wpada do Widawy.
Nazwę Dobra wprowadzono urzędowo zarządzeniem w 1951 r., zastępując dwie niemieckie nazwy Els Bach oraz Juliusburger Wasser.
Rzeka jest wzmiankowana w Rodzie Awdańców Władysława Semkowicza (Poznań 1920). Nad rzeką Dobrą w czasach Piastów znajdowała się posiadłość możnowładcy staropolskiego Pakosława Awdańca.